# PEC 33
Proposta de Emenda Constitucional 33/2011, abreviada como PEC 33, é um projeto de lei brasileira que visa intervir na forma como é exercido o controle de constitucionalidade das leis no Brasil ao submeter as decisões do STF ao controle pelo Congresso Nacional. Seu autor foi o deputado Nazareno Fonteles (PT do Piauí).
De acordo com a ementa da PEC, pretende-se alterar a quantidade mínima de votos dos ministros do STF para declaração de inconstitucionalidade de leis, sendo que hoje basta a votação por maioria simples.
Essa PEC também pretende condicionar o efeito vinculante de súmulas aprovadas pelo Supremo Tribunal Federal à aprovação pelo Poder Legislativo e submete ao Congresso Nacional a decisão sobre a inconstitucionalidade de Emendas à Constituição. Caso o Congresso Nacional se oponha ao que foi decidido no Supremo Tribunal Federal, a questão é levada a consulta popular.
A discussão da PEC 33 envolve um debate muito mais amplo em direção aos limites do chamado ativismo judicial, realidade do direito norte-americano que se caracteriza por um protagonismo dos tribunais.
Virgílio Afonso da Silva, professor de direito da Universidade de São Paulo, comentando em uma entrevista sobre essa PEC, informou que "No fundo, trata-se mais de conveniência e oportunidade do que de mera interpretação constitucional: decidir se é o STF — e não o Congresso ou o povo — quem deve ter a última palavra sobre a Constituição que queremos não é algo que decorre da própria Carta, mas envolve questões como tradição jurídica, expectativa de proteção de direitos, estabilidade democrática e legitimidade do Poder Legislativo, dentre outras.".